# Tiranet suirirí
El tiranet suirirí (Suiriri suiriri), és una espècie d'ocell de la famila del Tyrannidae.
Aquesta espècie es troba a l'Argentina, Bolívia, Brasil, el Paraguai, Surinam, i l'Uruguai. L'hàbitat natural són selves subtropicals o tropicals i altiplans plujosos.